# Jigga That Nigga
"Jigga That Nigga" é uma canção do rapper americano Jay-Z. Foi o terceiro single do seu sexto álbum The Blueprint. Apresenta vocais adicionais de Stephanie Miller e Michelle Mills mas elas não foram creditadas como participantes. A canção chegou ao número 66 na Hot 100.

## Paradas musicais
| Parada musical (2002)                           | Melhor posição |
| ----------------------------------------------- | -------------- |
| U.S. Billboard Hot 100                          | 66             |
| U.S. Billboard Hot R&B/Hip-Hop Singles & Tracks | 27             |
| U.S. Billboard Rap Singles                      | 7              |